# Lanzagranadas M7
El M7, cuya designación oficial era lanzador de granadas de fusil, M7, fue una bocacha lanzagranadas de espiga para el fusil M1 Garand que tuvo un amplio uso durante la Segunda Guerra Mundial y la guerra de Corea. Era un dispositivo tubular, con uno de sus extremos encajándose sobre la boca del cañón del fusil y fijándose al riel de la bayoneta, mientras que el otro extremo mantenía la granada en su lugar. El fusil debía cargarse con un cartucho de fogueo para lanzar la granada. Al disparar, los gases en expansión generados por la carga propulsora del cartucho lanzarían la granada con fuerza considerable. El M7 podía lanzar granadas hasta 200 m de distancia, comparados con los 30 m de una granada de mano.
El M7 podía lanzar granadas antitanque (M9), de fragmentación (M17) y fumígenas (M22).

## Desarrollo
Cuando Estados Unidos entró a la Segunda Guerra Mundial el 7 de diciembre de 1941, toda la infantería estaba equipada con la granada de mano Mk 2. A causa de su lanzamiento manual, tenía un alcance de apenas 32 m y no podía emplearse contra blancos blindados. Para no incrementar su peso, debía tener una pequeña carga explosiva, con un radio letal de apenas 5,5 m. Para lanzar granadas a mayores distancias, estaban disponibles bocachas lanzagranadas para el Springfield M1903 (lanzagranadas M1) y el M1917 Enfield (lanzagranadas M2). Sin embargo, estos fusiles de cerrojo estaban almacenados como armamento de reserva y habían sido reemplazados como armamento de primera línea por el fusil semiautomático M1 Garand hacia 1943. Para corregir esto, la Oficina de Armamento del Ejército de los Estados Unidos diseñó una nueva bocacha lanzagranadas para el M1 Garand, designada como M7 y que podía lanzar granadas más pesadas hasta 228,6 m. Las granadas de fragmentación para el M7 tenían un radio letal de 10 m. Entró en producción y en servicio en 1943.

## Detalles de diseño y funcionamiento

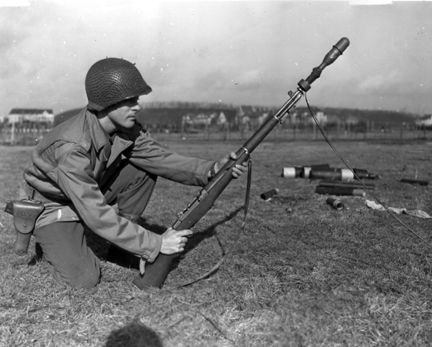
Soldado estadounidense mostrando el uso del lanzagranadas M7 para lanzar una granada de práctica atada con un cable o cuerda, desde su fusil M1 Garand.

El M7 era un dispositivo tubular con una longitud total (incluyendo el retén de montaje) de 190,5 mm. Uno de sus extremos se encajaba sobre el cañón del M1 Garand rodeando su boca, siendo sujetado por el riel de la bayoneta. El otro extremo era cilíndrico y tenía una pequeña arandela que sujetaba la granada en su lugar mediante fricción. Para lanzar una granada, se cargaba un cartucho de fogueo especial (el cartucho para granada M3). Usando las marcas grabadas en el dispositivo para determinar el alcance, la cola de la granada de fusil era insertada en la bocacha. Al disparar, los gases en expansión lanzaban la granada a una distancia considerable dependiendo del tipo de granada, el ángulo del fusil y la profundidad de la inserción de la granada en la bocacha. Como el dispositivo desactivaba el sistema de recarga por gas del fusil para evitar daños a causa del lanzamiento de granadas, el fusil no podía disparar mientras tuviese instalado el M7; en caso de emergencia podía dispararse accionando manualmente su cerrojo. Estaban disponibles granadas de fragmentación, antitanque, fumígenas y de señales, así como un adaptador para granadas de mano. Según el periodo, de uno a tres M7 eran suministrados a las escuadras de infantería. También fue suministrado a unidades de apoyo y de cuarteles generales.

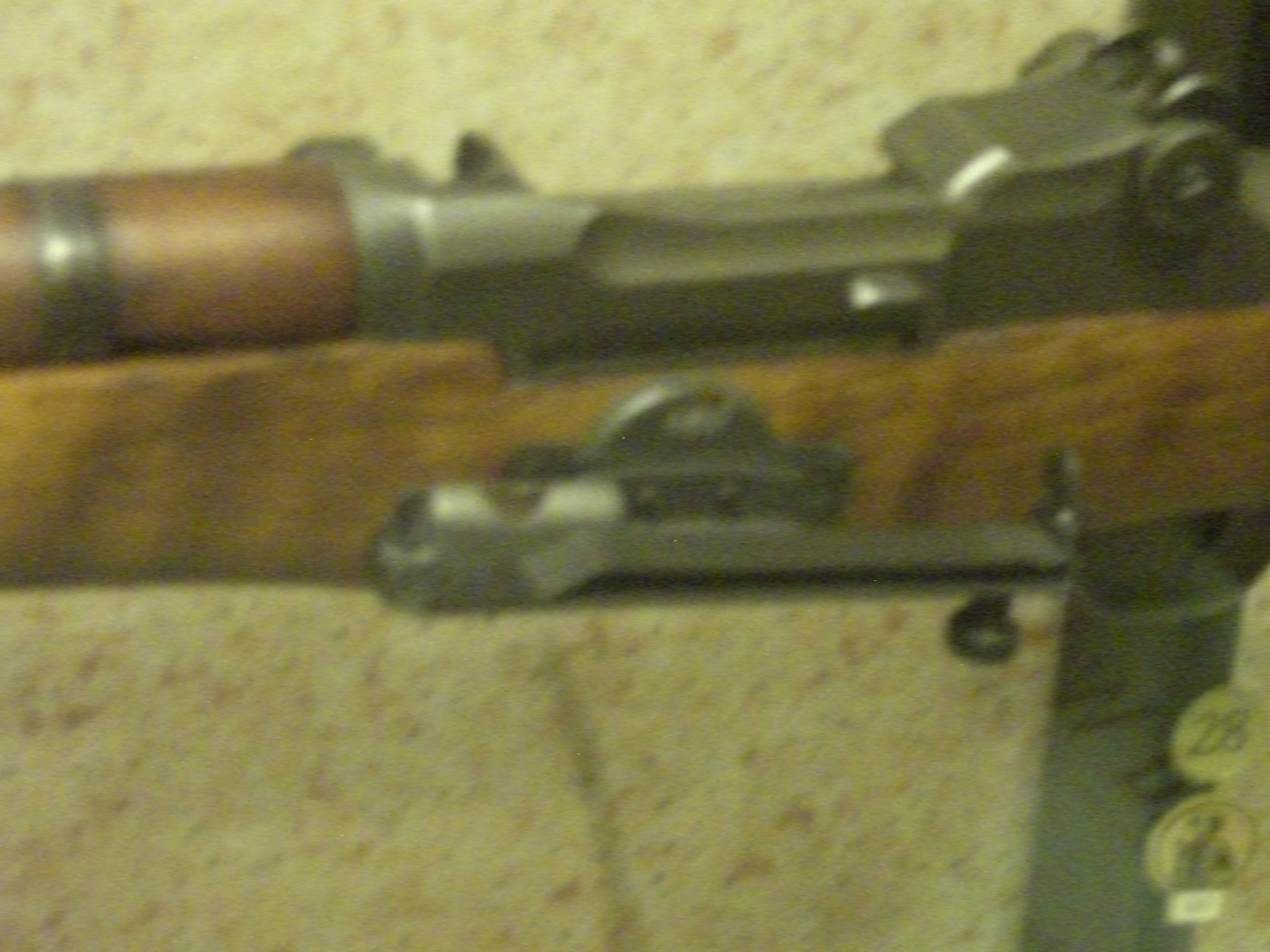
Alza auxiliar M15 en el lado izquierdo de un M1 Garand.

El M7 era suministrado con accesorios. El alza auxiliar M15 iba montada en el lado izquierdo del guardamanos, siendo acompañada de un esténcil para poder situarla correctamente en el guardamanos. Un nivel de burbuja le permitía al usuario ver el ángulo del fusil para poder apuntar la granada. Una cantonera de caucho (pieza No. B200968) podía instalarse sobre la cantonera metálica de la culata del Garand para reducir el retroceso al lanzar granadas.
La carga propulsora cartucho auxiliar para granada M7, o "pastilla de vitamina", podía insertarse en la boca de la bocacha lanzagranadas para incrementar su alcance entre 91,4 m a 137 m adicionales. Estas cargas propulsoras estaban hechas de casquillos recortados de .45 Colt, con un pequeño agujero en su culote y un disco de cartón rojo que sellaba la boca del casquillo. La carga propulsora era cargada en la boca de la bocacha lanzagranadas como un cartucho de escopeta (su pestaña la mantenía en su lugar) y la cola de la granada de fusil se insertaba en la espiga. Cuando se disparaba el cartucho de fogueo, su fogonazo viajaría a través del ánima del cañón, encendería la carga propulsora e impulsaría el casquillo dentro de la cola de la granada de fusil. El casquillo de la carga propulsora caería de la cola de la granada de fusil durante su vuelo.
El lanzagranadas M8 era similar, excepto que había sido diseñado para usarse en la carabina M1 y empleaba el cartucho de fogueo M6. Los usuarios del M8 debían lanzar granadas sosteniendo la carabina M1 sobre su lado izquierdo, ya que el retroceso podía resquebrajar o romper la culata.         

## Variantes
- M7A1 (Arsenal de Springfield T95) [julio, 1945-1951]: El principal problema con el lanzagranadas M7 es que cuando está instalado, cierra el cilindro de gases. Esto significa que el usuario debe accionar manualmente el cerrojo para extraer el casquillo vacío y cargar un nuevo cartucho desde el peine en bloque. El M7A1 incorporaba un pistón accionado mediante resorte para mantener cerrado el cilindro de gas hasta que la granada fuese lanzada, que después lo abría para poder disparar el fusil en modo semiautomático. El lanzagranadas con resorte también retrocedía al lanzar la granada, evitando daños al fusil. El diseño del M1 Garand fue modificado para emplear un cilindro de gases hecho de acero templado (marcado con una "H", de "hardened"), apodado "cierre de borde plano" (pieza de arma No. 7265959). Esto permitía el uso prolongado del nuevo sistema lanzagranadas.
- M7A2 [julio, 1951-1952]: El único problema con el M7A1 es que a veces el lanzagranadas se bloqueaba al lanzar una granada, o que el cilindro de gases podía romperse. Esto inutilizaba al fusil y al lanzagranadas, precisando ser reparados por un armero con herramientas especiales. El problema del bloqueo fue resuelto al emplear un pistón accionado por un resorte más pesado en el lanzagranadas y un resorte sujetador de la granada rediseñado. El M1 Garand también fue modificado con una característica válvula de gas doble (marcada con una "M", de "modified"), apodada "cierre de joroba alta" (pieza de arma No. 7265871). El lanzagranadas tenía un soporte fresado para instalarle una propuesta de alza que nunca se adoptó.
- M7A3 (pieza de arma No. 7266167) [setiembre, 1952-1961]: Durante la guerra de Corea, se descubrió que las granadas antitanque de la Segunda Guerra Mundial eran inútiles contra los tanques T-34 desplegados por el Ejército norcoreano. Rápidamente se suministró una nueva granada antitanque de fusil de alta velocidad llamada ENERGA (apodada M28 en servicio con el Ejército estadounidense). Sin embargo, su lanzagranadas (apodado T119) tenía los mismos problemas que el M7 original y la granada M28 era imprecisa cuando era lanzada desde el M7A2. El M7A2 fue rediseñado con una espiga más larga para lanzar las granadas mejoradas y podía emplearse tanto con la válvula "de borde plano" como con la "de joroba alta". Después de la guerra (desde 1956 hasta fines de 1959) podía ser equipado con un alza calibrada para la granada M28. El conjunto M7A3 (pieza de arma No. 5750089) consistía en un lanzagranadas M7A3 empacado con una válvula de gas "de joroba alta" para permitirle al usuario actualizar un modelo anterior del M1 Garand al nuevo estándar.

## Usuarios
- Estados Unidos
- Mancomunidad Filipina
- Tercera República filipina
- Vietnam del Sur: Fue empleado por el Ejército de la República de Vietnam.[5]